# Oospila curvimargo
Oospila curvimargo là một loài bướm đêm trong họ Geometridae.